# Стеблевой обыкновенный усач
Стеблевой обыкновенный усач (Agapanthia villosoviridescens) — вид жесткокрылых из семейства усачей.

## Галерея

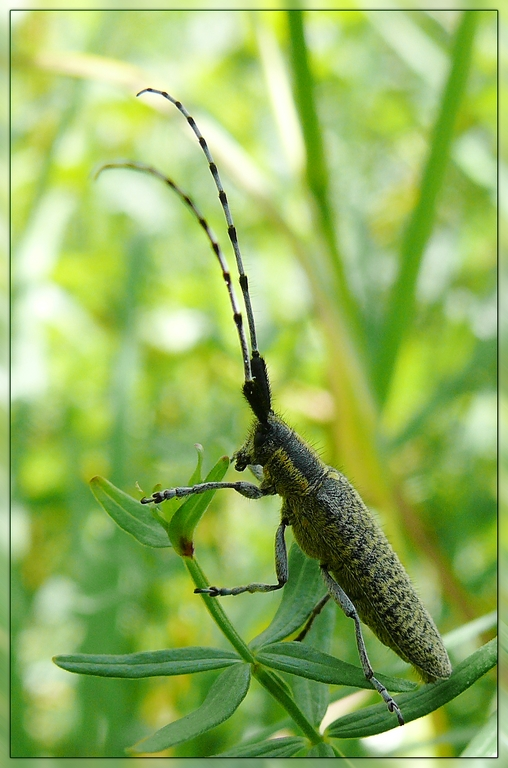
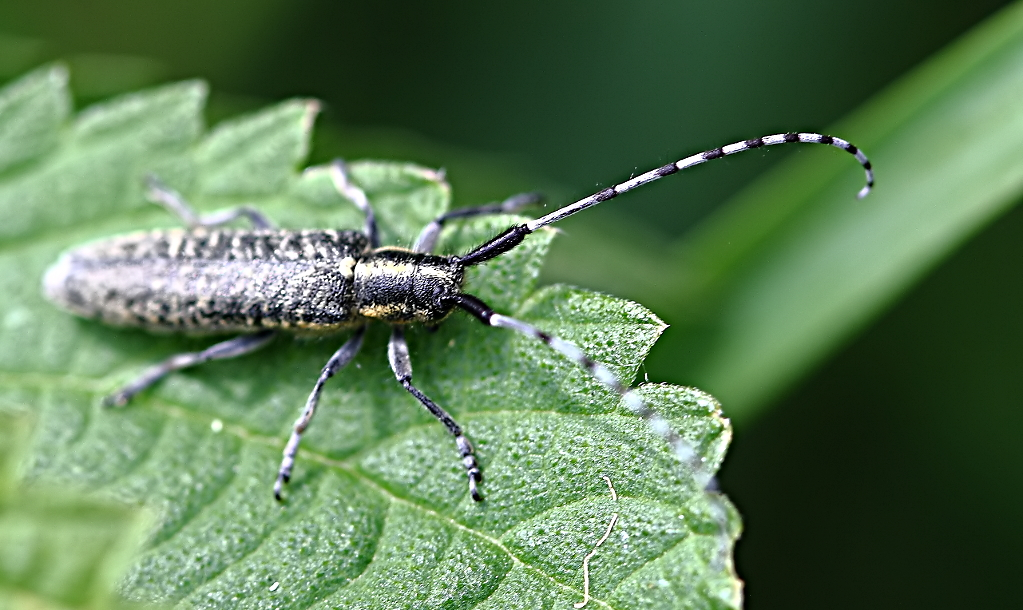
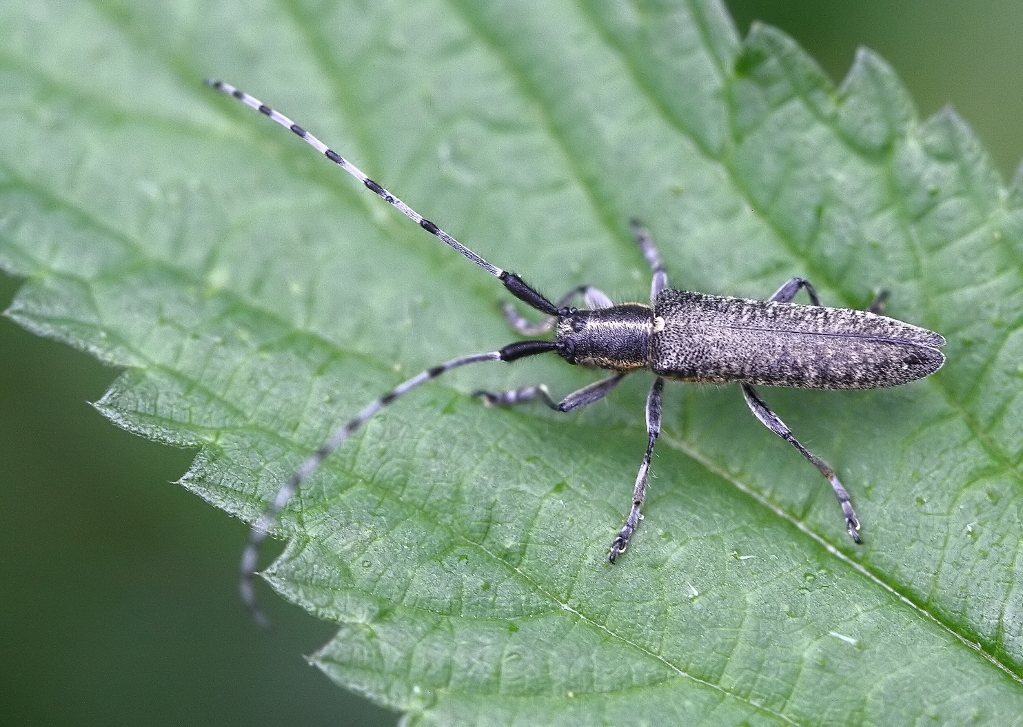
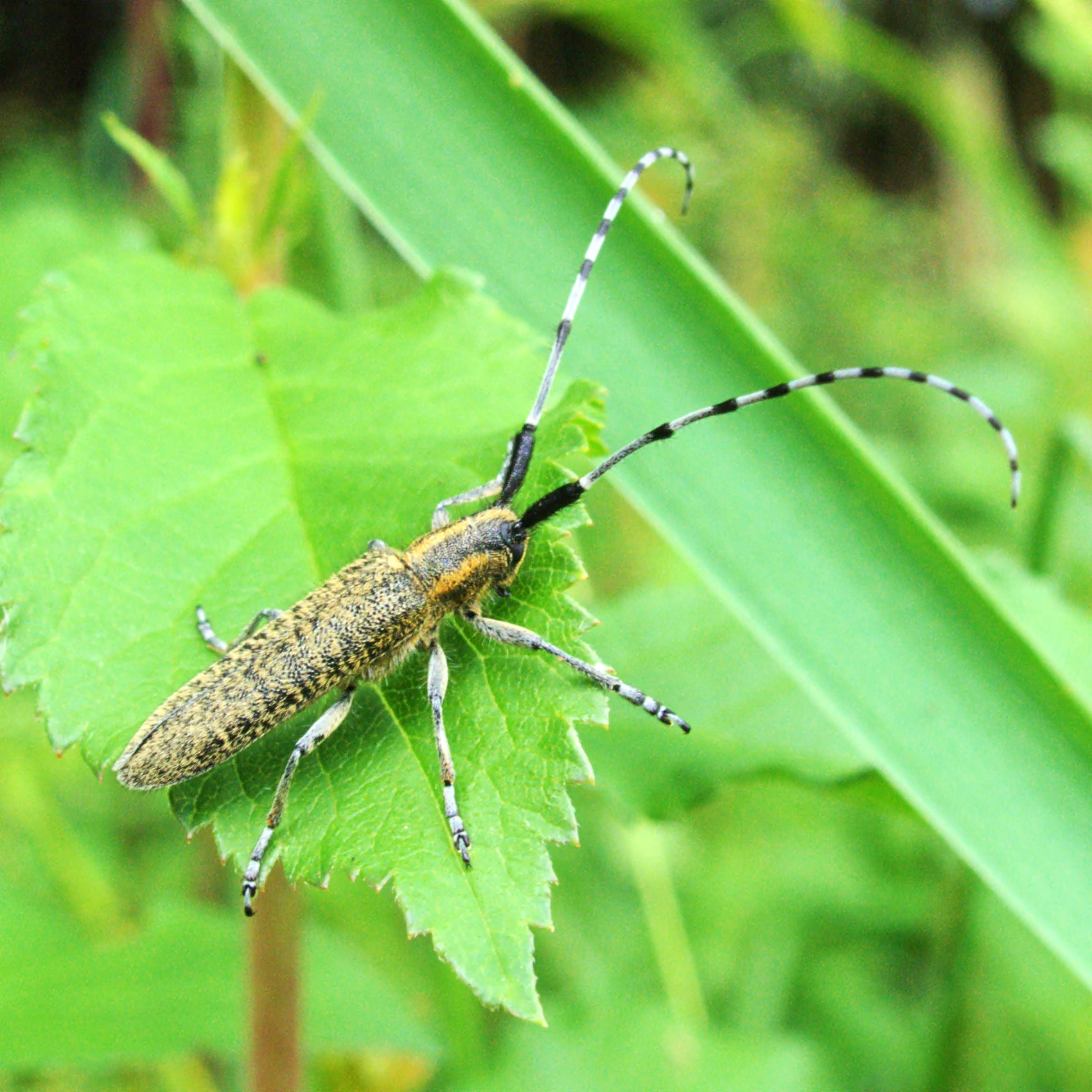
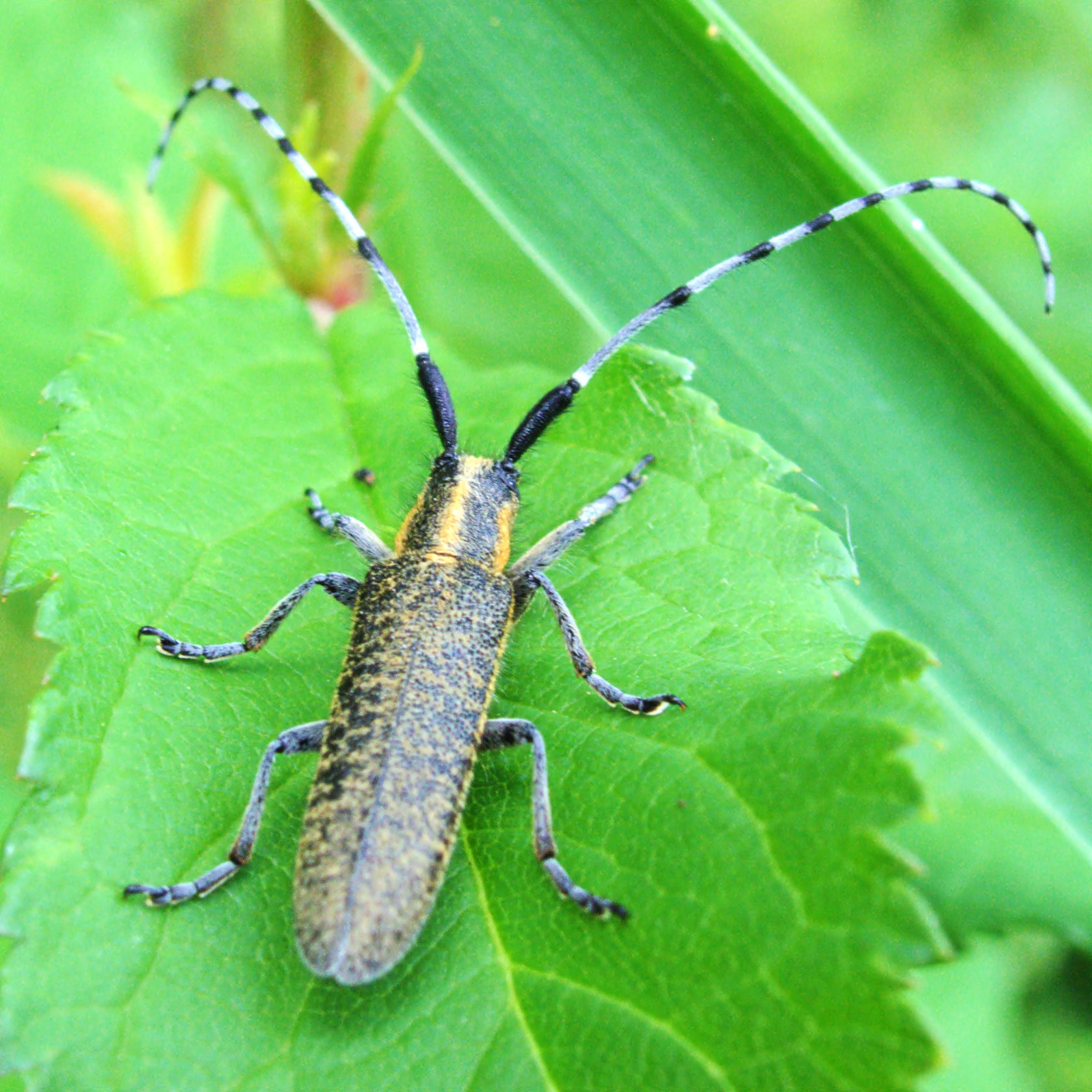
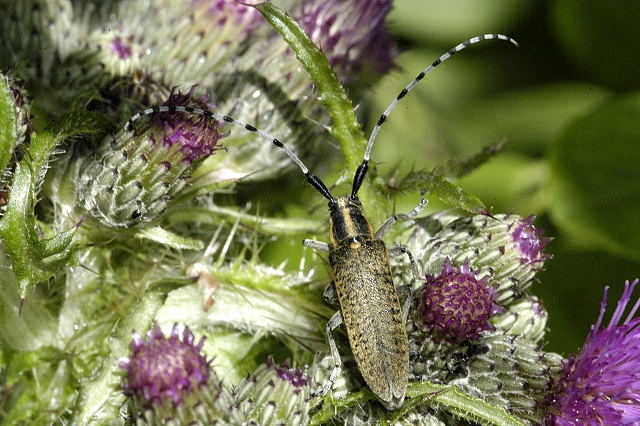

## Распространение
Распространён в Европе, России, Казахстане, на Кавказе, в Турции и на Ближнем Востоке.

## Описание
Жук длиной от 10 до 22 мм. Время лёта с мая по август.

## Развитие
Жизненный цикл вида длится один год. Кормится на различных травянистых растениях.

## Вариации
- Agapanthia villosoviridescens var. mesmini Pic, 1927
- Agapanthia villosoviridescens var. pyrenaea Brisout